# Fotògraf
Un fotògraf (del grec φωτός, 'llum'; γράφος, 'escriptor') és aquella persona l'activitat artística de la qual o ocupació consisteix a prendre fotografies mitjançant l'ús d'una càmera o d'un altre dispositiu capaç d'emmagatzemar una rèplica bidimensional de la realitat.